# Ауаса Сити
«Ауаса Сити» (англ. Awassa City F.C., амх. አዋሳ ከተማ የእግር ኳስ ክለብ) — эфиопский футбольный клуб из города Ауаса. Выступает в Премьер-лиге Эфиопии. Основан в 1978 году. Домашние матчи проводит на стадионе «Ауаса Кенема Стэдиум», вмещающем 25 000 зрителей.

## История
Команда впервые стала чемпионом Эфиопии в 2004 году, в следующем году выиграла Кубок Эфиопии. В сезоне 2006/07, после того, как 12 клубов (в том числе 7 из столицы страны — Аддис-Абебы) отказались от продолжения участия в чемпионате, «Ауаса Сити» был объявлен чемпионом.

## Достижения
- Чемпион Эфиопии (2): 2003/04, 2006/07
- Обладатель Кубка Эфиопии: 2005

## Результаты на международных турнирах
- Лига чемпионов КАФ (2 участия):

2005 — вылет в предварительном раунде
2008 — вылет в предварительном раунде
- Кубок Конфедерации КАФ:

2006 — вылет в предварительном раунде
- Кубок КАФ:

2000 — вылет во втором раунде